# Фердинанд Маркос
Фердинанд Емануел Едралин Маркос (шп. Ferdinand Emmanuel Edralín Marcos; Сарат, Лузон, 11. септембар 1917 — Хонолулу, Хаваји, 28. септембар 1989) био је филипински политичар, дугогодишњи председник државе и диктатор од 1965. до 1986. године. Председник Филипина постао је 1965, као један од најпопуларнијих политичара, а 1986. је на таласу масовних протеста збачен са власти, после чега је избегао на Хаваје. Он је био водећи члан крајњег десничарског Покрета новог друштва, и владао је као диктатор под војном управом од 1972 до 1981. Његов режим је био злогласан због своје корупције, екстраваганције, и бруталности.

## Биографија
Рођен је 1917. године на филипинском острву Лузон. По занимању је био правник. Након што су САД предале независност Филипинима 1946. године, Маркос се укључио у политику. Био је посланик у филипинском конгресу од 1949. до 1959. године.

### Председник
За председника Филипина био је изабран 1965. и на тој функцији је остао више од 20 година. Током владавине, његова власт је била све више корумпирана и репресивна. Политички противници су прогањани. Међу осталима, убијен је вођа опозиције Бенињо Акино када се 1983. вратио из егзила. На тај је начин уклоњен најозбиљнији кандидат који је могао да га победи на изборима 1984. године. Маркосов режим су подржавале Сједињене Америчке Државе.
Маркос је, све време док је владао као председник, имао јаке везе са САД-ом, а био је добар пријатељ с Ричардом Никсоном, Линдоном Џонсоном и Роналдом Реганом. Односи између две државе накратко су захладили током мандата Џимија Картера, који је посебно упозоравао на кршење људских права. У Вијетнамски рат послао је филипинске војнике који су се борили на америчкој страни.
Фердинанд и његова супруга Имелда Маркос третирали су државну економију као да је то била њихова уштеђевина. Имелда је путовала по свету, на пример, у Њујорк где је трошила огромне количине филипинског новца на уметничка дела. Њен интерес за одећу био је нашироко познат, поготово њена љубав према ципелама.

### Пад с власти
Дана 25. фебруара 1986. године, брачни пар Маркос био је присиљен да побегне из земље због народног покрета који се подигао захтевајући демократију. Настанили су се на Хавајима, где је Маркос умро 1989. године.